# جاود نامه
جاود نامه أو كتاب الخلود (بالفارسية: جاویدنامه) هو كتاب شعر فارسي كتبه محمد إقبال ذي الأصول الهندية، ونُشر في عام 1932. ويُعتبر من روائع إقبال. وهو مستوحى من الكوميديا الإلهية لدانتي أليغييري (والمستوحاة من رسالة الغفران لأبي العلاء المعري)، وكما كان فيرجيل مرشد دانتي، فإن إقبال يسترشد بمولانا جلال الدين الرومي. كلاهما يزوران مجالات مختلفة في السماء ويلتقيان بأشخاص مختلفين. يستخدم إقبال الاسم المستعار زندا رود لنفسه في هذا الكتاب.

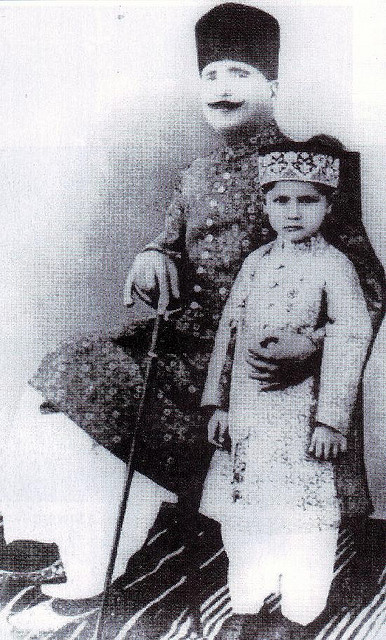
العلامة إقبال مع ابنه جاود إقبال في عام 1930

ترجم آرثر جون أربيري العمل إلى الإنجليزية تحت عنوان (Javid Nama) وترجمَت آن ماري شيميل العمل إلى الألمانية تحت عنوان (Dschavidnma: Das Buch der Ewigkeit) وترجم أليساندرو بوساني العمل إلى الإيطالية تحت عنوان (Il poema Celeste). كما أعدت شيميل أيضًا ترجمة تركية تحت عنوان (Cevidname) استنادًا إلى النسخة الألمانية.

## المقدمة
بهذا النص افتتح إقبال الكتاب: "إن الإنسان في هذا العالم ذي الألوان السبعة، كالعود، يظل مشتعلًا بالحزن والأسى؛ فالشوق إلى روح قريبة منه يحرقه داخليًّا".
وبينما يصلي، يبدأ بتلاوة أبيات الرومي الفارسية التي يتوسل فيها الرومي إلى شيخه ليكشف له إنسانًا حقيقيًا. وعندما ينهي إقبال هذه الأبيات، يظهر له جلال الدين الرومي. يصور إقبال نفسه الآن على أنه زندا رود (والذي يعن بالعربية: تيار مليء بالحياة) يقوده جلال الدين الرومي المعلم، عبر السماوات والمجالات المختلفة، ويتشرف بالتقرب من الإلهية والاتصال بالإضاءات الإلهية والشخصيات التاريخية بما في ذلك جمال الدين الأفغاني، وسعيد حليم باشا، ومنصور الحلاج، وميرزا غالب، ونيتشه.
يُناقش العديد من مشاكل الحياة ويُقدِّم إجابات فلسفية لها. ويُعتبر العمل دراسة منعشة. انتقد إقبال بشدة شخصيات في التاريخ الهندي مثل مير جعفر البنغالي مير صادق الدكني، الذين كان لهم دور فعال في هزيمة وموت نواب سراج الدولة البنغالي، والسلطان تيبو الميسوري على التوالي من خلال خيانتهم لصالح شركة الهند الشرقية، مما أدى إلى سقوط الهند تحت الحكم الاستعماري. وفي النهاية، ومن خلال مخاطبته لابنه جاود إقبال، فإنه يتحدث إلى الشباب على نطاق واسع ويقدم توجيهًا إلى الجيل الجديد.

## المحتويات
| * صلاة - مقدمة في السماء - في اليوم الأول من الخلق، توبخ السماء الأرض - أنشودة الملائكة - مقدمة في الأرض - تظهر روح الرومي وتشرح سر الصعود - زروان: روح الزمان والفضاء، تقود المسافر في رحلته إلى العالم الخارق للطبيعة - ترنيمة النجوم - كرة القمر - زاهد هندي، يُعرف لدى أهل الهند باسم جهان دوست - تسعة أقوال للحكيم الهندي - تجلي ساروش - أنشودة ساروش - الانطلاق إلى وادي يارغاميد، الذي تسميه الملائكة وادي تواسين - تاسين غوتاما - تاسين زرادشت - تاسين المسيح - تاسين محمد - كرة عطارد - زيارة أرواح جمال الدين الأفغاني وسعيد حليم باشا - الدين والوطن - الشيوعية والرأسمالية - الشرق والغرب - أسس العالم القرآني - الإنسان، خليفة الله ونائبه - الأرض للرب - الحكمة خير عظيم - رسالة الأفغاني إلى الشعب الروسي - أنشودة زيندا-رود - كرة فينوس - مجمع آلهة الشعوب القديمة - أنشودة بعل - نغوص في بحر فينوس، وانظر إلى أرواح فرعون وكتشنر - يظهر الدراويش السودانيون | * كرة المريخ - - المريخيون - يخرج الفلكي المريخي من المرصد - جولة في مدينة مرغدين - الفتاة المريخية التي ادعت أنها نبية - نصيحة نبية المريخ - كرة المشتري - الأرواح النبيلة للحلاج وغالب وقرة العين الطاهرة الذين كرهوا السكن في الجنة، مفضلين الهيام إلى الأبد - أنشودة الحلاج - أنشودة غالب - أنشودة الطاهرة - زندة رود يعرض مشاكله على الأرواح العظيمة - يظهر إبليس، زعيم أهل التفرقة - رثاء الشيطان - كرة زحل - الأرواح الدنيئة التي خانت الأمة و... رفضه الجحيم - بحر الدماء - ظهور روح الهند - رثاء روح الهند - رثاء أحد راكبي بحر الدماء - ما وراء الأكوان - مقام الفيلسوف الألماني نيتشه - الانطلاق إلى جنة الفردوس - قصر شرف النساء - زيارة صاحب السمو مير سيد علي حمداني والملا طاهر غني من كشمير - بحضور مير سيد علي حمداني شاه همدان - لقاء مع الشاعر الهندي برتار هاري - الانطلاق إلى قصر ملوك الشرق، نادر، وأحمد شاه عبدلي، الملك الشهيد - روح ناصر يظهر ناصر خسرو العلوي، ويُنشد غزلاً حماسياً، ثم يختفي. - رسالة الملك الشهيد إلى نهر كوفيري - يغادر زنده رود الجنة: طلب الحوريات - غزل زنده رود - الحضور الإلهي |

## طالع أيضًا
- رسالة الغفران
- فهرس المقالات المتعلقة بمحمد إقبال[الإنجليزية]
- بيام المشرق
- زبور العجم
- ماذا ينبغي أن نفعل إذن يا أهل الشرق
- بانج إي دارا
- بل جبريل
- أسرار الخودي
- رموز الخودي
- ضرب الكليم
- أرماغان الحجاز

## ملحوظات
1. ↑  Iqbal, Muhammad (tr. Arberry) (1932). Javidnama. نسخة محفوظة 2024-06-22 على موقع واي باك مشين.
2. ↑  "Javid Nama". Iqbal Academy Pakistan. ترجمة: Arthur J. Arberry. مؤرشف من الأصل في 2010-07-21. اطلع عليه بتاريخ 2005-08-23.
3. "Iqbal's works". Iqbal Academy Pakistan. مؤرشف من الأصل في 2014-08-17. اطلع عليه بتاريخ 2006-03-22.

## روابط خارجية
طالع على الإنترنت
- "Javid Nama". Iqbal Academy Pakistan. مؤرشف من الأصل في 2010-09-20. اطلع عليه بتاريخ 2006-03-10.
- "Javid Nama". Iqbal Cyber Library. مؤرشف من الأصل في 2025-04-15.
- "Javidnama, English translation by AJ Arberry". Iqbal Academy Pakistan. مؤرشف من الأصل في 2010-07-21. اطلع عليه بتاريخ 2005-08-23.
- "Javidnama, English translation by AJ Arberry". Iqbal Cyber Library. مؤرشف من الأصل في 2025-04-15.

المواقع ذات الصلة
- الموقع الرسمي للعلامة إقبال نسخة محفوظة 21 شباط 2014 على موقع واي باك مشين.
- مكتبة إقبال الإلكترونية، المكتبة الإلكترونية
- مجموعة قصائد الأردية: جامعة كولومبيا
- الموسوعة البريطانية.
- مجموعة شعر العلامة إقبال الأردية
- كتب العلامة إقبال القابلة للبحث (iqbal.wiki)
- مؤلفات جاود نامه في مشروع غوتنبرغ
- الكتب الإلكترونية للعلامة إقبال على رختا

صفحات التواصل الاجتماعي
- صفحة العلامة إقبال على الفيسبوك
- حساب تويتر للعلامة إقبال

قناة اليوتيوب
- قناة العلامة إقبال على اليوتيوب